# فيوليت ديكسون
فيوليت ديكسون زوجة الكولونيل هارولد ديكسون المعتمد السياسي البريطاني في الكويت سنة 1929 - 1936 وهو شخصية معروفة في المملكة العربية السعودية والبحرين والكويت والبادية، ويرتبط الكولونيل ديكسون بعلاقات ودية مع حكام هذه البلاد والشخصيات البارزة في الخليج والأردن من رؤساء قبائل وتجار ورجال أعمال وعمدات مدن 

## مقالات ذات صلة
- هارولد ديكسون